# Јиржи Пароубек
Јиржи Пароубек изговорⓘ (чешки: Jiří Paroubek; рођен 21. августа 1952. Оломоуцу) је чешки политичар и члан Чешке социјалдемократске партије. 25. априла 2005. изабран је за председника Владе Чешке Републике, заменивши Станислава Гроса. Пре именовања за председника владе, обављао је функцију министра за регионални развој.